# Resident Evil: Infinite Darkness
Resident Evil:Infinite Darkness conosciuta in Giappone con il titolo di Biohazard: Infinite Darkness (バイオハザード：インフィニット ダークネス, Baiohazādo infinitto dākunesu?) una miniserie di animazione in CGI tutta diretta da Eiichiro Hasumi basata sul franchise Resident Evil di Capcom. La miniserie vede protagonisti i personaggi principali del videogioco Resident Evil 2, Leon S. Kennedy e Claire Redfield.
Prodotta da TMS Entertainment e animata da Quebico, Infinite Darkness esce l'8 luglio 2021 in anteprima su Netflix.
La serie è la quinta produzione animata del franchise di Resident Evil
Nel 2023 uscirà il film animato e sequel diretto di Resident Evil Vendetta con il titolo italiano di "Resident Evil: L'isola della Morte" diretto sempre da Eiichiro Hasumi

## Trama
La miniserie si svolge nel 2006, ambientata tra gli eventi di Resident Evil 4 e Resident Evil 5, dopo che un incidente di pirateria informatica viene scoperto alla Casa Bianca; a Leon Kennedy viene quindi ordinato di indagare sull'accaduto. Durante l'indagine Leon incontra diversi zombie, mentre la Casa Bianca viene presa di mira da un misterioso attacco. In seguito incontra Claire che, mentre lavora a una missione per sovrintendere alla costruzione di una struttura assistenziale per TerraSave, scopre uno strano disegno fatto da un bambino rifugiato.

## Personaggi
Leon S. Kennedy (レオン・スコット・ケネディ?, Reon Sukotto Kenedi)
Claire Redfield (クレア・レッドフィールド?, Kurea Reddofīrudo)
Jason
Shen Mei
Patrick
Wilson
Graham
Ryan

## Produzione
Prima della vera e propria presentazione, Netflix Portogallo ha pubblicato un teaser trailer su Twitter specificando che sarebbe stato un film in CGI, ma in seguito ha cancellato il tweet. Infinite Darkness è stata ufficialmente annunciata al Tokyo Game Show del 2020 dal produttore esecutivo dello show Hiroyuki Kobayashi. All'evento Biohazard Showcase, svoltosi ad aprile 2021, viene annunciato Eiichiro Hasumi come regista della serie e Yugo Kanno come compositore.

## Media
Nell'ottobre 2020 la società di distribuzione americana Tokyopop ha annunciato un romanzo grafico in stile manga basato sulla serie e in uscita in contemporanea con l'anime.